# Erste Schlacht bei Panipat
Die Erste Schlacht bei Panipat wurde am 20. April 1526 geführt. Sie war die entscheidende militärische Auseinandersetzung zwischen dem Timuriden Babur (1483–1530) und dem letzten Sultan von Delhi, Ibrahim II. (reg. 1517–26), aus der afghanischstämmigen Dynastie der Lodi. Baburs relativ kleine Armee siegte über die zahlenmäßig überlegene Streitmacht Ibrahim Lodis, der in der Schlacht fiel. Mit Ibrahims Tod erlosch das Sultanat von Delhi, und an seine Stelle trat das Mogulreich, dessen Grundstein durch diesen Sieg gelegt worden war.

## Die Hintergründe
Der Feldzug, zu dem Babur im November 1525 aufbrach und der mit der Ersten Schlacht bei Panipat endete, führte ihn und seine Armee nicht zum ersten Mal auf den Boden des indischen Subkontinents. Bereits viermal hatte er zuvor Vorstöße dorthin unternommen. Neben dem materiellen Gewinn hatte sich Babur durch diese „Indienzüge“ auch den Besitz wichtiger Pässe und Festungen entlang der Anmarschroute nach Indien gesichert. Die eroberten indischen Gebiete betrachtete Babur als seinen rechtmäßigen Besitz. Dabei berief er sich auf Timur Leng (reg. 1370–1405), seinen Vorfahren väterlicherseits, der 1398 Delhi erobert und den Punjab seinem Vasallen Khidr Khan als Herrschaftsgebiet übertragen hatte. Auch als Khidr Khan 1414 Sultan von Delhi geworden war und die bis 1451 regierende Dynastie der Sayyiden gegründet hatte, bekundete er dem Hause Timurs noch die Treue, indem er für sich nur den Anspruch erhob, indischer Vizekönig des Sohnes Timurs zu sein.
Indien war nicht zuletzt deshalb in Baburs Blickfeld geraten, weil er 1501 nach dem Verlust seines angestammten Herrschaftsgebiets und seiner Lieblingsstadt Samarqand an die Usbeken unter Schaibani Khan gezwungen war, sich ein neues Herrschaftsgebiet zu erobern. Wie er in seinen Lebenserinnerungen, dem so genannten Baburnama, selbst schreibt, dachte er an eine Eroberung Indiens schon, nachdem er sich 1504 zum Herrn von Kabul gemacht hatte. Die Umsetzung dieses Vorhabens ließ jedoch auf sich warten, da Babur noch jahrelang damit beschäftigt war, seinen afghanischen Machtbereich zu konsolidieren und zu erweitern, sodass dieser zuletzt ein Gebiet umfasste, das von Kundus und Badachschan im Norden bis Kandahar im Süden reichte. Erst als Baburs afghanisches Reich einigermaßen gesichert war und er Samarkand 1512 endgültig hatte aufgeben müssen, rückte der indische Subkontinent, seit je eines der reichsten Gebiete Asiens, ins Zentrum seines Interesses.
In diesem Zusammenhang blieb es ihm auch nicht lange verborgen, dass das Sultanat von Delhi, dessen reiche Provinzen im Punjab Ziel seiner ersten vier Indienfeldzüge gewesen waren, alles andere als ein fest gefügtes Staatswesen war. Als Ibrahim II. 1517 Sultan von Delhi geworden war, hatte das Sultanat bereits viel von seiner einstigen Größe eingebüßt. Ibrahims Reich war nicht nur geschwächt durch den konfessionellen Gegensatz zwischen der hinduistischen Bevölkerungsmehrheit und der regierenden muslimischen Aristokratie, sondern auch durch permanente Machtkämpfe innerhalb der muslimischen Adelsschicht. Nicht unbedeutende Teile des Reiches, wie zum Beispiel das von hinduistischen Fürsten beherrschte Rajasthan, hatten sich bereits verselbständigt. Aber auch die afghanischstämmigen Notabeln waren bestrebt, sich von der schwächelnden Zentrale in Delhi unabhängig zu machen, allen voran Daulat Khan Lodi, der Gouverneur der Provinzen im Punjab. 1523 war er von der Armee Ibrahims aus dem Punjab vertrieben worden und hatte sich an Babur um Hilfe gewandt. Nachdem Babur daraufhin in Indien interveniert und Lahore erobert hatte, war Daulat Khan von ihm allerdings nicht wieder als Gouverneur eingesetzt worden.
Gefahr drohte dem noch jungen Sultan Ibrahim aber auch von der eigenen Familie. Ausgerechnet sein Onkel Ala-ud-din Lodi, genannt Alam Khan, stellte sich gegen ihn und ersuchte ebenfalls um Baburs Hilfe. Der wies seine Begs im Punjab an, Alam Khan bei der geplanten Eroberung Delhis beizustehen. Da ihm die Begs jedoch ihre Unterstützung verweigerten, wandte sich Alam Khan schließlich von Babur ab und ging ein Bündnis mit Daulat Khan ein. Es wurde vereinbart, dass sich Daulat Khan des Punjabs bemächtigen sollte, während Alam Khan versuchen würde, Ibrahims Machtzentren Delhi und Agra einzunehmen.
Angesichts der Vielzahl von Schwierigkeiten und Gefahren, denen sich Ibrahim gegenübersah, waren seine Versuche, wieder eine starke Zentralgewalt aufzubauen und sein Reich dauerhaft zu konsolidieren, nahezu zwangsläufig zum Scheitern verurteilt. Für die Abwehr eines entschlossen geführten Angriffes von außen, wie er wenig später von Babur durchgeführt wurde, befand sich Ibrahim in einer denkbar schlechten Ausgangsposition.

## Die Quellenlage zu Baburs Indienfeldzug
Wie so oft in der Geschichtsforschung stellt sich auch bei den Ereignissen rund um die erste Schlacht bei Panipat das Problem, dass die Überlieferung dazu ausschließlich von den Siegern stammt. Im konkreten Fall sind die wichtigste Quelle für Baburs Aktivitäten in Indien die von ihm selbst verfassten Lebenserinnerungen, das Baburnama. Dieses Werk bietet auch die einzige einigermaßen detaillierte zeitgenössische Beschreibung der Schlacht bei Panipat. Auch andere Geschichtswerke, die auf diese Schlacht eingehen, wie zum Beispiel das vermutlich während der Regierungszeit von Baburs Urenkel Jahangir (reg. 1605–27) vollendete Tarikh-e Schahi des afghanischen Geschichtsschreibers Ahmad Yadgar oder das in dieser Zeit entstandene Tarikh-e Daudi des Abdullah, der ebenfalls Geschichtsschreiber war, schöpfen überwiegend aus dem Baburnama.
Obwohl Details oft unklar bleiben und es auch eine Reihe von zeitlichen Lücken gibt, muss man Baburs Werk zugutehalten, dass darin ziemlich genau auf seinen Feldzug nach Indien eingegangen wird. Was die Schlacht selbst betrifft, so macht Babur leider über wichtige Einzelheiten, wie beispielsweise die Beschaffenheit seines Stellungssystems und taktische Abläufe, nur ziemlich kursorische Angaben, und über andere interessante Details, wie zum Beispiel die Anzahl der Gefangenen, erfahren wir überhaupt nichts; dennoch lässt sich der Schlachtverlauf aufgrund seiner doch sehr lebendigen Beschreibung im Großen und Ganzen gut nachvollziehen und steht außer Frage. Zugutehalten muss man Babur auch, dass sich seine Lebenserinnerungen durch weitgehende Plausibilität und kritische Distanz zu den geschilderten Ereignissen auszeichnen. Wesentlich ist aber, dass auch die nicht unbeträchtliche Anzahl von Originaldokumenten, die aus der Zeit Baburs erhalten sind, das Baburnama als historische Quelle keinesfalls ersetzen können, ja oft nicht einmal seine zeitlichen Lücken zufriedenstellend schließen können.

## Der Ablauf des Feldzuges bis zur Schlacht bei Panipat

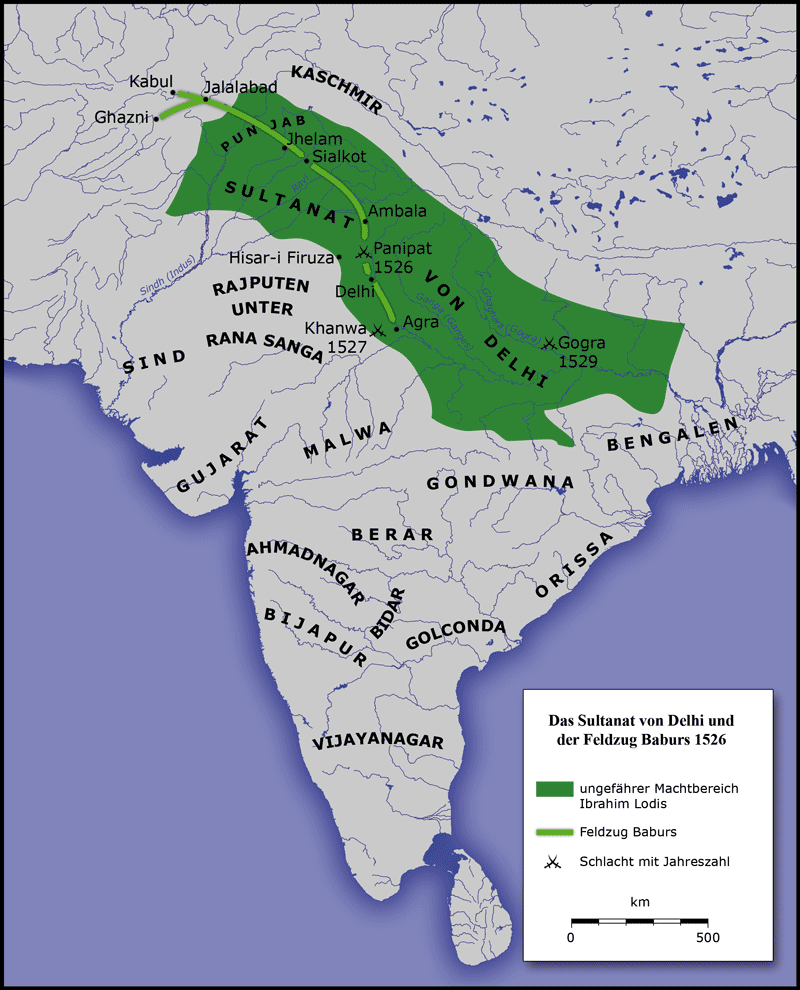
Das Sultanat von Delhi und Baburs Feldzug

### Die Befriedung des Punjab
Babur brach am 17. November 1525 von Kabul aus zu seinem fünften und letzten Feldzug nach Indien auf. Ein Garten, den er unweit der heutigen Stadt Jalalabad hatte anlegen lassen, war zum Sammelplatz für die Truppenkontingente aus den verschiedenen Teilen seines Machtbereiches bestimmt worden. Hier stießen die Truppen von jenseits des Hindukusch, die Baburs erst siebzehnjähriger Sohn Humayun (1508–56) führte, und die Truppen, die aus Ghazni anmarschiert waren, zu ihm. Als die vereinte Streitmacht am 16. Dezember den Indus überquerte, wusste Babur bereits, dass ihn im Punjab Schwierigkeiten erwarteten.
Um sich wieder zum Herrn des Punjab zu machen, hatte Daulat Khan eine Armee aufgestellt und Babur bereits Sialkot, den Hauptort der gleichnamigen Provinz, entrissen. Vorbei an Jhelam marschierte Babur nun auf Sialkot zu, wo seine Armee am 29. Dezember lagerte. Hier erhielt er die Nachricht, dass Alam Khans Versuch, Delhi einzunehmen, mit einer Niederlage und der Flucht seiner Truppen geendet hatte. Von seinen Streitkräften, die entweder desertiert oder zu Sultan Ibrahim II. übergelaufen waren, verraten und verlassen, blieb Alam Khan schließlich nichts anderes übrig, als sich Babur auf Gnade oder Ungnade auszuliefern. Der nahm Alam Khan gnädig wieder auf und behandelte ihn mit Respekt, solange er noch von Nutzen war.
Ähnlich wie Alam Khan erging es schließlich auch Daulat Khan, der von seinen „Verbündeten“, die es auf eine militärische Kraftprobe mit Babur anscheinend nie wirklich ankommen lassen wollten, nun im Stich gelassen wurde. Daulats Armee, von der Babur berichtet wurde, dass sie 30.000 bis 40.000 Mann stark sei und somit seiner Streitmacht mehrfach überlegen, lief bei seinem Anmarsch einfach auseinander. Als eine Vorausabteilung Baburs das Lager der feindlichen Armee am Ufer des Flusses Ravi erreichte, fand sie es bereits verlassen vor. Daulat Khan wurde gefasst und zu Babur gebracht, der das Leben seines Feindes schonte, seinen Besitz aber konfiszieren ließ. Babur war anschließend noch eine Zeit lang damit beschäftigt, verbleibende lokale Widerstandszentren zu beseitigen. Als die Ruhe im Punjab wieder völlig hergestellt war, konnte er darangehen, hier seine Basis für den weiteren Feldzug einzurichten, sozusagen in operativer Reichweite von Delhi.

### Der Marsch nach Panipat
Mittlerweile war Babur von seinen Spähern auch davon unterrichtet worden, dass Sultan Ibrahim II. Delhi mit einer großen Armee verlassen hatte, um ihn zu stellen. Ibrahims Abwehrmaßnahmen waren allem Anschein nach nur sehr schleppend angelaufen. Erst spät, gegen Ende Februar 1526, als Babur bereits weit in den Punjab vorgedrungen war und bei Ambala lagerte, kam es zur ersten Feindberührung. Es handelte sich dabei allerdings noch nicht um Ibrahims Hauptarmee, sondern um die Truppen Hamid Khans, des Gouverneurs von Hisar-i Firuza, einer Stadt im heutigen indischen Bundesstaat Haryana. Babur schickte einen Teil seiner Armee unter dem Kommando seines Sohnes Humayun voraus, um den Feind niederzukämpfen. Der Sieg im ersten militärischen Einsatz Humayuns war nicht allzu schwer erkämpft, da die Truppen Hamid Khans schon nach kurzem Kampf die Flucht ergriffen. Sie wurden verfolgt, in Hisar-i Firuza gestellt und erneut geschlagen. Baburs Angaben zufolge hatten die Verluste des Gegners im ersten der beiden Gefechte nicht mehr als 200 bis 250 Mann betragen, von denen rund die Hälfte getötet worden war, die anderen aber zusammen mit 7 oder 8 Kriegselefanten als Gefangene in sein Lager gebracht wurden. Auf Baburs Befehl hin wurden dort alle Gefangenen von seinen mit Luntenschlossmusketen ausgerüsteten Schützen erschossen. Dieses Exekutionskommando stellte zweifellos ein Novum in der indischen Militärgeschichte dar und war – wie Babur es ausdrückt – als „abschreckendes Beispiel“ gedacht.
Im Laufe des März 1526 rückte Babur langsam in Richtung Delhi vor. Die Nachrichten über Ibrahims Bewegungen liefen nun immer kontinuierlicher in seinem Lager ein, von Ibrahims Armee war aber nach wie vor nichts zu sehen. Erst am Morgen des 2. April kam es nahe dem Fluss Yamuna zur ersten Gefechtsberührung mit einer 5.000 bis 6.000 Mann starken Vorausabteilung von Ibrahims Armee. Baburs Männer blieben abermals siegreich und verfolgten den geschlagenen Feind bis zu Ibrahims Hauptlager. Erneut hatten sie 6 oder 7 Kriegselefanten erbeutet und 70 bis 80 Gefangene gemacht, von denen die meisten exekutiert wurden. Nun war auch endgültig klar geworden, dass der Feind nicht mehr weit entfernt war und Vorbereitungen auf die Schlacht getroffen werden mussten.

### Vorbereitungen für die Schlacht
Angesichts der zahlenmäßigen Überlegenheit des Feindes schien es Babur ratsam, für die bevorstehende Schlacht eine defensive Taktik anzuwenden. Der Feind sollte gegen eine befestigte Stellung anrennen und dabei dem Feuer seiner Musketenschützen und Feldartillerie ausgesetzt werden. Babur befahl seinen Männern daher, möglichst viele Karren aufzutreiben. Diese Karren – rund 700 an der Zahl – wurden nun „nach Art des Landes Rum (auf osmanische Art)“ mit Lederriemen, die unter anderem von Ochsengeschirren stammten, aneinander gebunden. Zwischen jedem Karrenpaar sollten sodann 6 bis 7 große Schutzwehren errichtet werden, hinter denen die Musketenschützen postiert werden konnten. Die Feldartillerie sollte diese Defensivstellung zusätzlich verstärken. Babur wandte also nahezu dieselbe Taktik an, mit der die Osmanen in der Schlacht bei Tschaldiran (1514) über die persischen Kizilbasch siegreich geblieben waren, nur mit dem Unterschied, dass die osmanischen Karren damals nicht mit Lederriemen, sondern mit Ketten verbunden gewesen waren. Als diese Arbeiten nach 5 bis 6 Tagen abgeschlossen waren, berief Babur einen Kriegsrat ein, um das weitere Vorgehen zu beraten. Es wurde beschlossen, nach Panipat zu ziehen und dort die Schlacht gegen Ibrahim zu schlagen.
Baburs Kämpfer erreichten Panipat am 12. April und verbrachten die folgende Woche überwiegend mit den Vorbereitungen für die Schlacht. Die Wagen und Geschütze mussten in Stellung gebracht, Schanzarbeiten verrichtet und Sperren und Verhaue angelegt werden. Ibrahims Armee blieb während dieser Zeit untätig und reagierte auch nicht auf die wiederholten nadelstichartigen Attacken, die kleine Trupps von Babur auf ihr Lager unternahmen, um abgeschlagene Köpfe als Trophäe zurückzubringen. Trotz allem aber herrschte unter Baburs Männern eine gedrückte Stimmung. Sie standen einer gewaltigen Übermacht gegenüber und waren weit von der Heimat entfernt in einem Land, dessen Sprache sie nicht verstanden. Babur musste wohl einige Mühe darauf verwenden, seinen Männern Mut zuzusprechen. Da sich Ibrahim nicht aus der Reserve locken ließ, folgte Babur schließlich dem Rat einiger seiner indischen Begs und befahl einen nächtlichen Großangriff auf sein Lager, um ihn so zu einer Schlacht zu provozieren. Dieses riskante Unternehmen, für das Babur 4.000 bis 5.000 Männer abstellte, verlief zwar nicht wie geplant, scheint aber Ibrahim davon überzeugt zu haben, dass er nun seine Armee in Marsch setzen musste.

## Die Kontrahenten

### Die Armee Baburs
Die Armeen, die bei Panipat aufeinander stießen, hätten sowohl hinsichtlich ihrer Größe und Bewaffnung als auch hinsichtlich ihrer Taktik und der Persönlichkeit ihrer Kommandeure unterschiedlicher kaum sein können. Was Babur betrifft, so ist unklar, über wie viele Männer er bei Panipat eigentlich verfügte. Fest steht lediglich, dass die Armee, mit der er in Indien operierte, relativ klein war. Aufgrund einer Truppenzählung, die er am Indus durchführen ließ, weiß man, dass seine Armee – einschließlich jener Personen, die rein logistische Funktionen erfüllten –, zu Beginn des Feldzugs 12.000 Mann umfasste. Da man davon auszugehen hat, dass die Logistikeinheiten mindestens ein Viertel davon ausmachten, dürfte die tatsächliche Kampfstärke seiner Armee zu diesem Zeitpunkt wohl kaum mehr als 9.000 Mann betragen haben. Unklar bleibt auch, wie viel Verstärkung Babur während seines Feldzuges erhielt. Wie er im Baburnama berichtet, floss ihm aus der Heimat keine substantielle Verstärkung zu, weil diese selbst ständig durch die Usbeken, seine alten Feinde, bedroht war. So blieb also nur die Möglichkeit, Verstärkung in Indien zu erhalten. Aufgrund der Schwierigkeiten mit Alam Khan und Daulat Khan dürfte diese jedoch nicht ganz so zahlreich ausgefallen sein, wie Babur vielleicht erhofft hatte. Dass er bei Panipat über 24.000 Mann verfügte, wie der Geschichtsschreiber Ahmad Yadgar angibt, ist sehr unwahrscheinlich, dass es – wie sein Zeitgenosse Abdullah berichtet – gar 50.000 gewesen seien, hingegen völlig übertrieben. Die tatsächliche Anzahl von Baburs Kämpfern dürfte irgendwo zwischen 12.000 und 15.000 gelegen haben.
Vor allem die Kämpfe mit den Usbeken hatten Babur schon früh gelehrt, die fehlende Quantität seiner Kämpfer mit Qualität zu kompensieren. Seine Krieger hatte Babur „dahin gebracht, strenge Disziplin zu wahren und die ihnen zugewiesenen Kampfstellungen einzuhalten“, wie er beispielsweise in seinem Bericht über die Schlacht bei Kandahar (1507) schreibt. Fraglos handelte es sich bei Baburs Armee um eine disziplinierte und kampferprobte Elitetruppe, deren einzelne Einheiten in seinen Begs über fähige Unterführer verfügten.
Das Rückgrat der Armee Baburs bildeten berittene Bogenschützen. Auf ihren schnellen Pferden und mit weittragenden Kompositbögen ausgerüstet, waren diese zähen Steppenkrieger auf überfallartige Attacken spezialisiert, wobei sie ihren Gegner aus einer Entfernung von bis zu 250 m mit einem todbringenden Pfeilhagel überschütteten, dabei selbst jedoch außerhalb seiner Reichweite blieben. Babur, der Neuerungen stets aufgeschlossen war, verstand es, die Vorzüge dieser traditionellen Kampfweise zentralasiatischer Reiterheere mit der Effizienz der damals neuesten Waffensysteme zu verbinden. Es waren vermutlich die Nachrichten vom entscheidenden Anteil der Feuerwaffen am Sieg der Osmanen bei Tschaldiran gewesen, die ihn veranlasst hatten, sich Spezialisten aus dem Osmanischen Reich kommen zu lassen, um mit ihrer Hilfe auch seine Armee mit Handfeuerwaffen und Artillerie auszustatten. Einer dieser Männer, Meister Ali-Quli, wurde fortan der Kommandeur seiner Feldartillerie. Obwohl weder die Anzahl von Baburs Musketenschützen noch die seiner Geschütze und der auf den Karren montierten Mörser bekannt ist, steht fest, dass sie nicht nur entscheidenden Anteil am Sieg bei Panipat hatten, sondern auch an den Erfolgen in den Schlachten und bei den Belagerungen der folgenden Jahre. In diesem Zusammenhang ist auch zu erwähnen, dass es sich bei Baburs Feuerwaffen keinesfalls nur um reine „Importware“ handelte, denn aus dem Baburnama ist bekannt, dass Meister Ali-Quli selbst Kanonen goss. Im Oktober 1526 beispielsweise fertigte er im Auftrag Baburs ein großkalibriges Geschütz für den Krieg gegen jene indischen Festungen an, die sich noch nicht ergeben hatten.

### Die Armee Ibrahim Lodis
Im Gegensatz zu Babur kommandierte Ibrahim Lodi eine riesige Streitmacht, für deren Stärke ebenfalls unterschiedliche Zahlenangaben vorliegen. So berichtet der Geschichtsschreiber Nematollah in seiner Geschichte der afghanischen Herrscher in Indien, die auch während der Regierungszeit Jahangirs entstand, dass die Armee Ibrahims 100.000 Reiter, 5.000 Elefanten und eine große Anzahl Fußvolk umfasst habe. Babur selbst schätzte die Streitmacht seines Feindes auf rund 100.000 Mann und etwa 1.000 Kampfelefanten. Obwohl auch Baburs Zahlen ein etwas magischer Klang anhaftet, werden sie heute von den meisten Historikern akzeptiert und es gilt als sicher, dass Babur bei Panipat einer gewaltigen Übermacht gegenüberstand. Massenheere konnten im bevölkerungsreichen Indien ja ohne große Probleme aufgestellt werden. Allerdings muss man auch für Ibrahims Heer eine wohl nicht unbeträchtliche Anzahl von mit rein logistischen Aufgaben betrauten Personen annehmen; überdies werden sich auch noch zahlreiche Personen in seinem Lager aufgehalten haben, die als bloße „Schlachtenbummler“ einzustufen sind, sodass die tatsächliche Kampfstärke seiner Armee doch deutlich unter 100.000 gelegen haben wird.
Ibrahims Armee bestand zu einem großen Teil aus mit Lanzen bewaffneten Infanteristen. Seine Kavallerie dürfte relativ schwach gewesen sein und unterschied sich hinsichtlich ihrer Qualität und Taktik völlig von der Kavallerie Baburs. In Indien hatte sich nie wirklich eine Tradition des Reiterkampfes unter Verwendung von Pfeil und Bogen herausgebildet, wie sie für die Bewohner der zentralasiatischen Steppen typisch war. Im Gegensatz zu den hochmobilen und auf den Fernkampf spezialisierten zentralasiatischen Kavallerieverbänden beruhte die indische Kavallerietaktik im Wesentlichen auf dem Frontalangriff zu Pferd, wobei zu Fuß kämpfende Gegner einfach niedergeritten und feindliche Kavalleriepulks mit der Waffe in der Hand niedergekämpft wurden. Aufgrund ihrer überlegenen Kavallerie war es Eroberern aus den Steppen Zentralasiens daher immer wieder gelungen, ihre indischen Gegner zu schlagen und in Indien Fuß zu fassen. Da es in Indien jedoch an ausreichendem Weideland und geeigneten Futterpflanzen für die Pferde fehlte, war es diesen Eroberern auf Dauer nicht möglich, die berittenen Bogenschützen, welche die Grundlage ihres militärischen Erfolges gebildet hatten, allein aus dem Land heraus zu unterhalten. Auch blieb unter diesen Bedingungen das Qualitätsniveau der indischen Pferdezucht deutlich hinter dem Persiens oder Zentralasiens zurück. Hinzu kam, dass das indische Klima die Effizienz der zentralasiatischen Kompositbögen beeinträchtigte, vor allem während der Monsunzeit.
Um die militärische Schlagkraft ihrer Kavallerie – und somit ihre Fähigkeit, sich auf dem Schlachtfeld zu behaupten – erhalten zu können, waren die nun in Indien sesshaft gewordenen Eroberer zu einer permanenten und kostspieligen Anwerbung von Reiterkriegern aus jenen Gebieten gezwungen, aus denen sie ursprünglich selbst gekommen waren, das heißt vorwiegend aus den Steppengebieten Zentralasiens. Analog dazu konnte auch die Qualität der indischen Pferdezucht nur durch den permanenten Import von Zuchtpferden aus Arabien, Persien und Zentralasien aufrechterhalten werden. In der Spätphase des Lodi-Reiches waren allerdings beide Importmöglichkeiten nicht mehr in dem Maße gegeben wie in der Zeit davor, sodass Ibrahim Lodi hauptsächlich auf „das traditionelle indische Militärsystem“ zurückzugreifen gezwungen war, „das sich aber seit Jahrhunderten den Feinden von jenseits der Berge als unterlegen erwiesen hatte.“
Als „Ersatz“ für die fehlende oder qualitativ ungenügende Kavallerie boten sich in Indien von jeher die Kampfelefanten an. Freilich war der militärische Wert dieser „Durchbruchswaffe“, auf die man in der indischen Kriegsführung allerdings nicht verzichten mochte, stets zweifelhaft. Gerieten die Tiere in Panik, konnten sie der eigenen Armee genauso gefährlich werden wie dem Gegner. Feuerwaffen schließlich waren in Ibrahims Armee völlig unbekannt und es gibt auch keinen Hinweis darauf, dass man im Lodi-Reich von dieser neuartigen Waffengattung irgendeine Notiz genommen hätte.
Ibrahims einziger Vorteil war also die schiere Masse seiner Kämpfer, bei denen es sich im Wesentlichen um rasch angeworbene Söldner und die Aufgebote seiner Vasallen handelte. Der innere Zusammenhalt einer solchen Armee individualistischer Krieger war naturgemäß gering, ihre Loyalität hing von der Persönlichkeit, vom Erfolg und dem Geldbeutel des jeweiligen Feldherrn ab. Erschwerend kam noch hinzu, dass viele von Ibrahims Kämpfern nicht Afghanen, sondern Hindus waren, die wenig Sympathie für ihre moslemischen Herren zeigten; und schließlich dürften wohl eine Reihe von Ibrahims Unterführern aus Notabeln bestanden haben, die eigene Interessen verfolgten und darum nur wenig zuverlässig waren.

### Babur und Ibrahim Lodi als Heerführer
Konträr wie die gegnerischen Armeen waren auch die Persönlichkeiten, die diese führten. Babur wurde noch in der in den Sechzigerjahren des 20. Jahrhunderts erstmals erschienenen Propyläen Weltgeschichte „als genialer … Fürst [und] einer der größten Feldherren seiner Zeit“ bezeichnet. Von heutigen Historikern werden Babur für gewöhnlich zwar nicht mehr solche Rosen gestreut, doch gestehen auch sie ihm zu, dass er ein geistesgegenwärtiger, entschlossener und charismatischer Anführer war, der gute Ideen hatte und mit Menschen umgehen und sie motivieren konnte. Einigkeit besteht auch darüber, dass Baburs eigentliche große militärische Leistung darin bestand, die schlachtentscheidende Bedeutung geballter Feuerkraft erkannt und im Rahmen einer bereits bewährten militärischen Taktik erfolgreich für seine Zwecke eingesetzt zu haben.
Im Gegensatz dazu scheinen Ibrahim Lodi alle diese Vorzüge gefehlt zu haben. Babur jedenfalls beschreibt ihn als einen unerfahrenen jungen Mann, der während des Feldzuges kaum Initiative zeigte. Die Tatsache, dass Ibrahim seine militärische Übermacht nicht für einen sofortigen Angriff ausnutzte, sondern wartete, bis Babur seine Stellungen bei Panipat vollständig ausgebaut hatte, lässt jedenfalls berechtigte Zweifel an seinen Qualitäten als Heerführer aufkommen. Dieses Versäumnis Ibrahims und sein Entschluss, Baburs Stellung am Tag der Schlacht frontal anzugreifen, erwiesen sich letztlich als verhängnisvoll. Überhaupt scheint Ibrahim einige Mühe gehabt zu haben, sein Heer zusammenzuhalten. Babur berichtet nämlich, dass er sich aus Geiz geweigert haben soll, seinen Männern vor der Schlacht den Sold auszuzahlen, wie es in indischen Armeen damals üblich war. Dies hat wohl zu Desertionen und einem Absinken der Kampfmoral in der entscheidenden Woche vor der Schlacht geführt.

## Die Schlacht

### Der Ablauf
Gemäß den zuvor gefassten Beschlüssen hatte Babur seine Armee bei Panipat so aufgestellt, dass ihre rechte Flanke durch die Stadt und ihre Vorstädte geschützt war. Im Zentrum befanden sich die vorbereiteten Karren und Schutzwehren, hinter denen die Kanoniere und Musketenschützen Aufstellung genommen hatten. Die linke Flanke, aber auch andere neuralgische Punkte, waren schließlich durch Gräben und Baumsperren oder Verhaue aus Ästen abgesichert worden. Jeweils einen Pfeilschuss voneinander entfernt waren Durchgänge geschaffen worden, die 100 bis 150 Mann starken Kavallerieeinheiten ein rasches Hervorpreschen ermöglichen sollten. Einen Teil seiner Kavallerie hielt Babur in Reserve, während dem Rest die Aufgabe zugedacht war, den Feind von den Flanken her anzugreifen und zu versuchen, ihm in den Rücken zu fallen.
Ibrahims Armee rückte in der Morgendämmerung des 20. April im Eiltempo gegen Baburs rechten Flügel vor, weswegen er zunächst seine Verstärkungen dorthin beorderte. Als die Einheiten an der Spitze Baburs Verschanzungen im Zentrum zu Gesicht bekamen, geriet ihr Vormarsch ins Stocken, kam jedoch aufgrund des Druckes der von hinten nachströmenden Einheiten nicht zum Stillstand. Nun erteilte Babur seiner Kavallerie den Befehl, auszuschwärmen und ihrer Order gemäß den Feind an den Flanken und im Rücken anzugreifen. An Baburs linkem Flügel waren mittlerweile heftige Kämpfe entbrannt, und er entsandte von seinem Zentrum Verstärkungen dorthin; gleichzeitig wurde auch sein rechter Flügel heftig attackiert, doch gelang den Indern und Indo-Afghanen an keiner Stelle ein Durchbruch. In der dicht gedrängten Masse des Feindes konnten Baburs Schützen und die Artillerie ein wahres Blutbad anrichten. Dabei wird die Wirkung seiner Feuerwaffen noch durch die Tatsache verstärkt worden sein, dass weder die indo-afghanischen und indischen Mannschaften noch die Elefanten bisher mit Feuerwaffen konfrontiert gewesen waren. Vor allem Ibrahims Kriegselefanten erwiesen sich im Getümmel als völlig nutzlos, da sie kaum Bewegungsraum hatten und darum nur prächtige Zielscheiben abgaben. Als Baburs überlegene Kavallerie – von irgendwelchen Aktionen der Kavallerieeinheiten Ibrahims während der Schlacht berichtet Babur nichts – auch noch in den Rücken des Feindes gelangte, war dessen Schicksal besiegelt: Ibrahims Armee begann vor dem Pfeilhagel, der von ihrem Rücken und den Flanken auf sie niederging, mehr und mehr zurückzuweichen. Da sich die Barriere in Baburs Zentrum als unüberwindlich erwies, drängten sich Ibrahims Kämpfer immer stärker zusammen, bis sie schließlich nahezu völlig bewegungsunfähig waren und Panik ausbrach. Es folgte ein Gemetzel, dem kaum jemand entrinnen konnte. Gegen Mittag, wenige Stunden nach Beginn der Schlacht, war Ibrahims Armee schließlich vernichtet. Inmitten eines Berges von Leichen wurde am Nachmittag auch seine Leiche gefunden und ihr Kopf als Beweis seines Todes zu Babur gebracht. Babur, der auch seinen Gegnern stets ein gewisses Mindestmaß an Achtung entgegenbrachte, ließ Ibrahim in Panipat ein Grabmal errichten, das auch heute noch besteht. Für die Sieger blieb nun das Einbringen der Gefangenen und der Kriegselefanten, die Baburs Angaben zufolge gleich herdenweise erbeutet wurden.

### Die Verluste
15.000 bis 16.000 ihrer Gegner, so schätzten Babur und seine Männer, hatten in der Schlacht bei Panipat ihr Leben verloren. In Agra erfuhren sie später, dass Ibrahims Verluste sogar 40.000 bis 50.000 Mann betragen haben sollen. In den indischen bzw. indo-afghanischen Verlustangaben spiegelt sich zweifellos das Entsetzen über die erlittene Niederlage wider, weswegen auch Baburs Zahlen der Wahrheit näher kommen dürften. Über Baburs Verluste ist nichts bekannt, sie können aber nicht sehr groß gewesen sein, da seine Armee nach wie vor schlagkräftig blieb, wie die Ereignisse der folgenden Monate bewiesen.

## Die Bedeutung der Schlacht bei Panipat

### Zur militärgeschichtlichen und operativen Bedeutung
Die Erste Schlacht bei Panipat nimmt in militärhistorischer Hinsicht einen besonderen Platz ein. Erstmals, und noch dazu relativ früh, kamen in diesem Teil der Welt Feuerwaffen in einer Feldschlacht zum Einsatz. Die Verwendung von Handfeuerwaffen und Artillerie wurde fortan auch hier ein wichtiges Element der Kriegsführung, und die neuen Waffen fanden auf dem indischen Subkontinent rasche Verbreitung. Bemerkenswert ist, dass diese Entwicklung durchaus gleichzeitig mit der in Europa einherging – eine Tatsache, die in der älteren, eurozentristischen Militärgeschichtsschreibung ausnahmslos ignoriert wurde.
Das Mogulreich war – wie das Osmanische Reich und das Reich der Safawiden in Persien – von Anfang an eines jener Imperien, die ihre Armeen mit Feuerwaffen ausstatteten und die darum auch als Schießpulverreiche bezeichnet wurden. Allerdings gibt es über die Bedeutung der Feuerwaffen im Mogulreich eine bereits seit längerer Zeit bestehende wissenschaftliche Kontroverse, bei der es im Wesentlichen um die Fragen geht, ob die Moguln tatsächlich „ein «Schießpulverreich» errichtet [haben] oder … einen Kavalleriestaat nach Art ihrer Vorgänger [beherrschten]“ und ob in ihrem Reich mit der Einführung von Feuerwaffen dieselben Veränderungen in der Kriegsführung einhergingen wie in Europa. Wie in der bislang letzten Studie über das Militärwesen im Mogulreich überzeugend dargelegt wurde, führten die Feuerwaffen – in Kombination mit neuen infanteristischen Kampftaktiken – in Europa dazu, dass die Kavallerie von der Infanterie als dominierende Waffengattung abgelöst wurde. Im Mogulreich war das jedoch nicht der Fall, hier konnte die Kavallerie ihre Dominanz auf den Schlachtfeldern beibehalten. Als wesentliche Ursache für diesen Unterschied wurde in dieser Studie jene „horse-warrior revolution“ ausgemacht, die von den nomadisierenden (Reiter-)Völkern der ariden Klimazone getragen wurde und zu einer Perfektionierung der Reiterkriegführung geführt hatte, die weltweit einzigartig war. Europa, das außerhalb des ariden Klimagürtels lag und daher auch keine indigenen nomadisierenden (Reiter-)Völker aufwies, „versäumte“ diese „Revolutionierung der Kriegführung zu Pferd“.
Entsprechend seiner überwiegend sesshaften Bevölkerung waren europäische Kriege seit je unter hauptsächlicher Verwendung von Infanterie geführt worden, und die Feuerwaffen waren hier mit eine Ursache, dass die Infanterie sich endgültig gegenüber den einige Jahrhunderte lang übermächtigen Rittern durchsetzte. Das gelang aber nur, weil die Kavallerieverbände hier – gemessen etwa an den Maßstäben des Mogulreiches – immer sehr klein waren und selten mehr als einige Tausend Reiter umfassten. In Indien aber waren beispielsweise die Moguln in der Lage, für eine einzige Schlacht Zehntausende von Kavalleristen zu mobilisieren, gegliedert in hochmobile und mit Kompositbögen ausgestattete leichte Reiterei und schwer gepanzerte „Schock“-Reiterei, die darauf spezialisiert war, die feindliche Schlachtreihe zu durchbrechen. Solche Reitermassen hätten allein schon mit ihrem Pfeilhagel aus der Ferne jede noch so große Ansammlung von mit zeitgenössischen Feuerwaffen ausgestatteten Infanteristen vernichten können. Handfeuerwaffen konnten in Indien und Zentralasien allein schon aufgrund ihrer (noch) geringen Reichweite und langsamen Schussfolge nicht mit den Kompositbögen konkurrieren, die Artillerie wiederum konnte von der hochmobilen leichten Reiterei, die in diesen Gebieten bei allen Armeen anzutreffen war, aufgrund ihrer Schwerfälligkeit viel zu leicht ausmanövriert werden. Somit konnten Handfeuerwaffen und Artillerie im Allgemeinen nur in eher statischen bzw. defensiven militärischen Situationen, wie Belagerungen und Hinterhalten, ihre volle Wirksamkeit entfalten.
Eine Ausnahme bildeten jene Feldschlachten, wo eine Armee einen in einer starken Defensivposition befindlichen und mit Feuerwaffen ausgestatteten Gegner frontal angriff oder von dessen Kavallerie zum Angriff verleitet wurde, um in die Reichweite seiner Artillerie und Handfeuerwaffen gebracht zu werden. Dieses Grundschema eines stark befestigten und artilleriebestückten defensiven Zentrums, zumeist in Kombination mit hochmobilen Flanken aus berittenen Bogenschützen, ist bei den großen Schlachten, die in den ersten Jahrzehnten des 16. Jahrhunderts von den Osmanen, den Safawiden und den Moguln geschlagen wurden, fast immer anzutreffen. Auf diese Weise besiegten die Osmanen die Safawiden in der bereits erwähnten Schlacht bei Tschaldiran, die ägyptischen Mamluken in der Schlacht bei Mardsch Dabik (1516) und der Schlacht bei Ridania (1517) und die Ungarn in der Schlacht bei Mohács (1526). Babur gewann so die Schlacht gegen Ibrahim Lodi, die Safawiden die Schlacht bei Jam (1528) gegen die Usbeken und Baburs Sohn Humayun wiederum die Schlacht bei Mandasor (1535) gegen die Armee des Herrschers von Gujarat, obwohl letzterer der Mogularmee an Geschützen sogar überlegen war.
Eine entscheidende Wende stellte die Schlacht bei Panipat auch in operativer Hinsicht dar. Das militärische Kräftemessen zwischen Babur und Ibrahim Lodi wurde bereits beim ersten direkten Aufeinandertreffen der beiden entschieden. Mit Baburs überwältigendem Sieg und dem Tod Ibrahim Lodis war nicht nur der Feldzug beendet, sondern auch dafür gesorgt worden, dass das Sultanat von Delhi als Machtfaktor ausgeschaltet war. Es gab nun niemanden mehr, der imstande gewesen wäre, die verbliebenen Ressourcen des Sultanats zu bündeln und erneut gegen Babur zu lenken. Ein für die Zeitgenossen unübersehbares Zeichen des totalen Zusammenbruches des Delhi-Sultanats war Baburs Besetzung von Delhi und Agra, Ibrahims einstigen Machtzentren, einige Tage nach der Schlacht.

### Zur politischen Bedeutung
Während die Frage, welche militärhistorische und operative Bedeutung die Schlacht bei Panipat hatte, klar beantwortet werden kann, fällt die Antwort auf die Frage nach ihrer politischen Bedeutung nicht ganz so eindeutig aus. Auf den ersten Blick scheint die Schlacht bei Panipat tatsächlich so etwas wie einen epochalen Wendepunkt darzustellen, doch relativiert sich diese Ansicht rasch, wenn man nach der Bedeutung der Schlacht für Babur selbst fragt und die weitere Geschichte des Mogulreiches betrachtet. Tatsächlich stellte das Ergebnis der Schlacht bei Panipat für Babur zunächst kaum mehr als einen Etappensieg bei der Etablierung seiner Herrschaft in Nordindien dar. Obwohl die Lodi-Dynastie vollständig zusammengebrochen war, blieb Baburs Situation prekär. Nur ein kleiner Teil von Ibrahims einstigem Reich befand sich bis dahin unter seiner Kontrolle und die indischen Untertanen begegneten ihren neuen Herren überaus misstrauisch, obwohl Plünderungen und Brandschatzungen durch Baburs Truppen kaum vorgekommen sein dürften. Baburs Begs und Mannschaften wiederum sahen ihre Aufgabe in Indien nach der siegreichen Schlacht und der Verteilung der erbeuteten Schätze als beendet an. Sie sehnten sich nach dem kühlen Sommer Kabuls und konnten sich mit dem Entschluss ihres Feldherrn, nämlich in Indien zu bleiben, zunächst kaum anfreunden. Letztlich konnte Babur aber die Mehrzahl seiner Männer mit Geschenken, Bestechungen und seiner Überredungskunst doch zum Bleiben bewegen.
Baburs größtes Problem aber war, dass nach wie vor mächtige Gegner blieben, die selbst Ambitionen hatten, die Nachfolge Ibrahims anzutreten. Die größte Gefahr für Babur ging zunächst von der Konföderation der Rajputen aus, die von Rana Sanga von Mewar (reg. 1509–27) geführt wurde. Unter Anwendung einer sehr ähnlichen Taktik wie bei Panipat gelang es Babur, das Rajputenheer am 17. März 1527 in der Schlacht bei Khanwa, westlich von Agra, zu zerschlagen. Doch tauchten schon bald danach neue Feinde auf. Im Osten des ehemaligen Lodi-Reiches leisteten eine Reihe von afghanischen Feudalherren Widerstand, und Mahmud Lodi, ein jüngerer Bruder Ibrahim Lodis, reklamierte den Thron von Delhi für sich und stellte eine Armee gegen Babur auf. Unterstützung erhielten er und die anderen Afghanen von Nusrat Schah (reg. 1518/19–32/33), dem Herrscher von Bengalen, der hoffte, Babur auf diese Weise von seinem Machtbereich fernzuhalten. Im Mai 1529 konnte Babur in der mehrere Tage dauernden Schlacht an der Gogra schließlich der Bedrohung im Osten Herr werden. Nun erst war seine Herrschaft gesichert. Sein Reich aber war noch keinesfalls gefestigt, und die weiteren Ereignisse sollten zeigen, dass noch viel Blut fließen musste, ehe die Moguln fest im Sattel saßen und eines der großen Reiche der Weltgeschichte dauerhaft Gestalt annehmen konnte.